# Shi'ur qomah
O Shi'ur Qomah (hebraico: שיעור קומה, lit. dimensões do corpo) é um texto midráxico que faz parte da literatura Heichalot. Ele pretende registrar, em termos antropomórficos, os nomes secretos e as medidas precisas dos membros e partes corpóreas de Deus. A maior parte do texto está registrada na forma de ditos ou ensinamentos que o anjo Metatron revelou ao sábio tanaíta, rabino Ismael, que o transmitiu aos seus alunos e ao seu contemporâneo, o rabino Aquiba. É também uma análise exegética de Cântico dos Cânticos 5:11-16 e proclama que qualquer um que o estude tem garantida uma porção em Olam haba (o mundo vindouro).

## Proveniência e interpretação
Atualmente, o texto existe apenas de forma fragmentária e os estudiosos debateram como datá-lo adequadamente. Estudiosos acadêmicos modernos do misticismo judaico, como Gershom Scholem, são da opinião de que é “do período tanaítico ou do início do período amoraico”. No entanto, no século 12, o filósofo judeu racionalista Maimônides declarou que o texto era uma falsificação bizantina. Maimônides também acreditava que o texto era tão herético e contrário à crença judaica apropriada que deveria ser queimado.
O rabino Saadia Gaon também expressou dúvidas sobre a origem do texto e afirmou que “já que não é encontrado nem na Mishná, nem no Talmude e como não temos como estabelecer se representa ou não as palavras do rabino Ismael, talvez outra pessoa fingisse falar em seu nome.” No entanto, no caso em que o texto fosse de alguma forma comprovado como genuíno, Saadia escreveu que teria que ser entendido de acordo com sua “teoria da "glória criada"”, que explica as teofanias proféticas como visões, não do próprio Deus, mas de uma substância (criada) luminosa”. O rabino Moses Narboni também escreveu um trabalho filosófico (sobre o texto), intitulado Iggeret Al-Shi'ur Qomah (em hebraico: אגרת על שיעור קומה lit. Epístola sobre o Shi'ur Qomah), onde ele descarta os antropomorfismos flagrantes do Shi'ur Qomah como falando estritamente metaforicamente. A obra do rabino Narboni, no Iggeret, é uma “meditação sobre Deus, a medida de todas as coisas existentes. Baseia-se no comentário de Abraão ibne Esdras sobre o êxodo e, com o auxílio de passagens bíblicas e rabínicas, estuda dois tipos de conhecimento: o conhecimento de Deus sobre suas criaturas, chamado conhecimento da face; e o conhecimento de Deus de Suas criaturas, chamado conhecimento das costas (uma alusão a Êxodo 33:23). 